# Fernando Darío Pinillo
Fernando Darío Pinillo Mina (Guayas, Ecuador, 27 de marzo de 1991) es un futbolista ecuatoriano, que juega de defensa  en el Delfín Sporting Club de la Serie A de Ecuador.

## Trayectoria

### Inicios
Pinillo hace todas las categorías inferiores en el Club Sport Emelec.

### Espoli
El 2013 es prestado unos meses a Espoli de la Serie B de Ecuador, donde jugó 16 partidos y anotó 3 goles. Con Emelec debuta en la Serie A de Ecuador el 29 de marzo de 2015 en la victoria de visita 1-2 frente a River Ecuador.

### Club Sport Emelec
Su primer gol con Emelec lo metió de cabeza marcando el 1-0 a favor del Club Sport Emelec contra Liga de Quito en el 2015. Su segundo y más recordado gol en primera con el Club Sport Emelec lo marcó en el estadio George Capwell igualmente contra la Liga de Quito con un cabezazo al minuto 90+4 y así arrebatándole el invicto a Liga de Quito y dándole el triunfo al Emelec.

## Selección nacional

### Selección nacional sub-20
En el 2010 formó parte de la selección de fútbol sub-20 de Ecuador que se coronó campeona del Torneo Internacional de Fútbol Sub-20 de l'Alcúdia 2010 en España.
El 2011 nuevamente fue convocado a la Selección de fútbol de Ecuador Sub-20, formando parte del equipo en el Campeonato Sudamericano Sub-20 en Perú.

#### Eliminatorias Mundialistas
| Mundial                                | Sede | Año  |
| -------------------------------------- | ---- | ---- |
| Campeonato Sudamericano Sub-20 de 2011 | Perú | 2011 |

#### Copas del Mundo
| Mundial                               | Sede     | Resultado   |
| ------------------------------------- | -------- | ----------- |
| Copa Mundial de Fútbol Sub-20 de 2011 | Colombia | 8° de final |

#### Juegos Panamericanos Sub-20
| Campeonato           | Sede   | Resultado     |
| -------------------- | ------ | ------------- |
| Juegos Panamericanos | México | Primera Ronda |

## Clubes
| Club   | País    | Año               | Partidos | Goles |
| ------ | ------- | ----------------- | -------- | ----- |
| Emelec | Ecuador | 2010 - 2013       | 0        | 0     |
| ESPOLI | Ecuador | 2013              | 16       | 3     |
| Emelec | Ecuador | 2013 - 2019       | 25       | 5     |
| Delfín | Ecuador | 2019 - Actualidad | ¿?       | ¿?    |

## Palmarés

### Campeonatos nacionales
| Título             | Club   | País    | Año  |
| ------------------ | ------ | ------- | ---- |
| Serie A de Ecuador | Emelec | Ecuador | 2013 |
| Serie A de Ecuador | Emelec | Ecuador | 2014 |
| Serie A de Ecuador | Emelec | Ecuador | 2015 |
| Serie A de Ecuador | Emelec | Ecuador | 2017 |